# Alamance County
Alamance County är ett administrativt område i delstaten North Carolina, USA, med 151 131 invånare. Den administrativa huvudorten (county seat) är Graham. 

## Geografi
Enligt United States Census Bureau har countyt en total area på 1 127 km². 1 114 km² av den arean är land och 13 km² är vatten. 

### Angränsande countyn
- Caswell County, North Carolina - nord
- Orange County, North Carolina - öst
- Rockingham County, North Carolina - nordväst
- Chatham County, North Carolina - syd
- Randolph County, North Carolina - sydväst
- Guilford County, North Carolina - väst

### Städer och samhällen
- Alamance
- Altamahaw
- Burlington (delvis i Guilford County)
- Elon
- Gibsonville (delvis i Guilford County)
- Glen Raven
- Graham (huvudort)
- Green Level
- Haw River
- Mebane (delvis i Orange County)
- Ossipee
- Saxapahaw
- Swepsonville
- Woodlawn